# Atemnora
Atemnora é um gênero de mariposa pertencente à família Bombycidae.